# Palais de Pierre II
 (octobre 2024).
Le palais de Pierre II est un monument architectural situé dans le centre historique de Saint-Pétersbourg, au 11 quai de l'Université sur l'île Vassilievski.

## Histoire

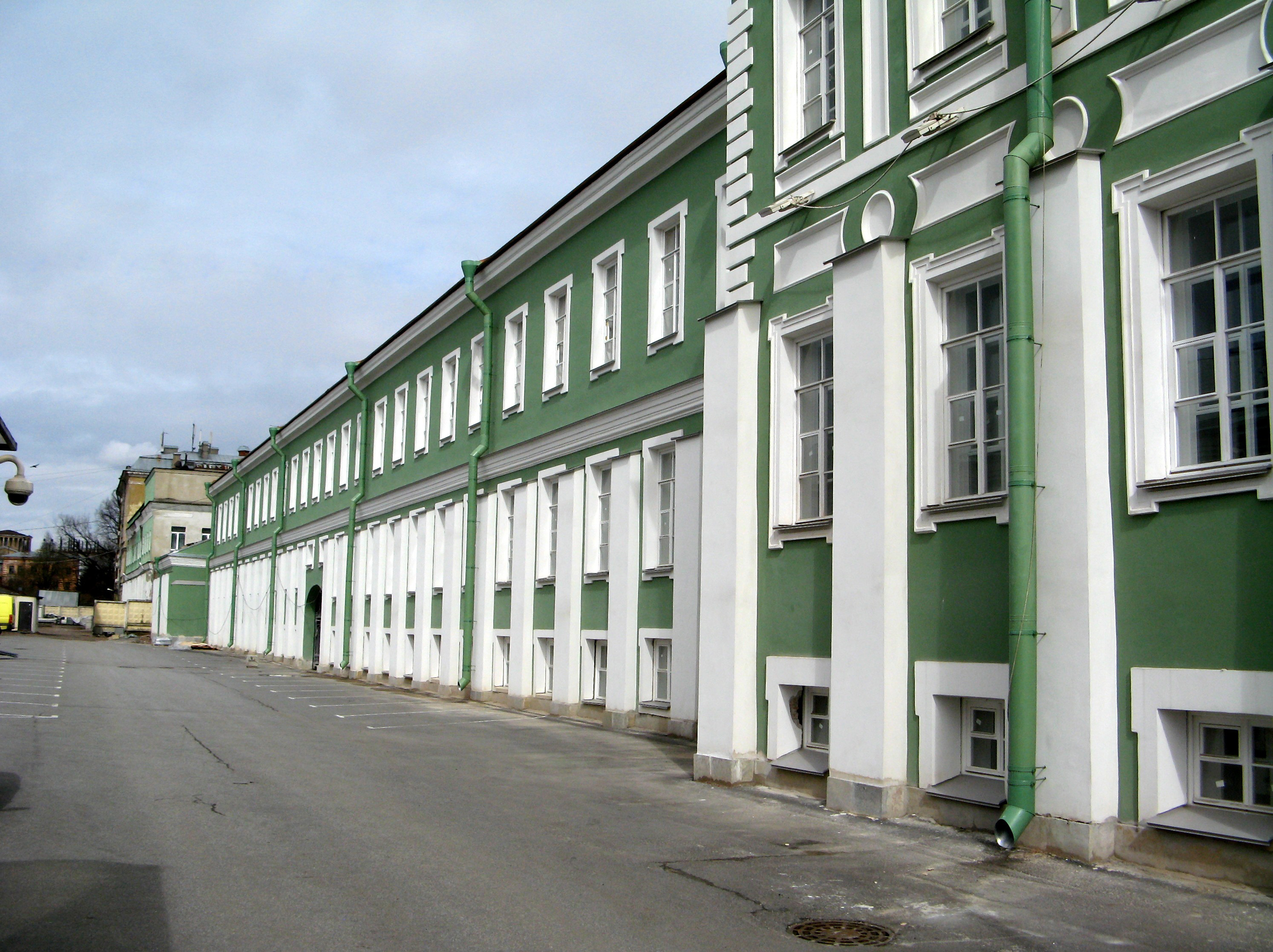
Vue depuis la voie intérieure

En 1710-1714, sur le territoire du domaine Menchikov, une maison à deux étages fut construite par son majordome, ancien serf, Fedor Solovyov. En 1716, Fedor et ses frères furent accusés de non-paiement des droits et arrêtés, en 1719 leurs biens furent confisqués, en 1721 ils furent libérés, plus tard ils reçurent un titre de baron, mais leurs biens ne furent pas restitués. Depuis 1721, la maison appartenait à V. de Gennin, puis à l'Office des Bâtiments. En 1725, le bâtiment fut rénové pour la première fois pour l'arrivée de l'impératrice Anna Ioannovna. De juin 1725 à mars 1727, avant de déménager sur l'île de Gorodovoy, se trouvaient des offices du Bureau des Affaires de la Ville sur le site.
Le 11 juin 1727, sur ordre de Menchikov, un palais fut construit pour son élève (et futur gendre), Pierre II, selon le projet de Domenico Trezzini. Pierre lui-même était présent à la pose de la première pierre, mais n'a jamais vécu dans la maison. Les chambres de Soloviev étaient incluses dans la construction du nouveau palais.
En 1728, la partie centrale du bâtiment était construite à 3 mètres de hauteur ; seules les fondations des bâtiments étaient prêtes. Le 19 janvier 1730, Pierre II mourut et la construction du palais s'arrêta.
L'endroit a été hérité par A. Volkov et ses héritiers le vendirent en 1735 au Collège des Affaires étrangères, qui y installa un foyer pour « Asiatiques ». Un entrepôt était installé au rez-de-chaussée ; le Bureau des bâtiments et le Sénat étaient situés dans la maison de Soloviev. Depuis 1745, la princesse géorgienne Anna Potapovna, veuve (1683-1740), vivait dans la maison, pour laquelle l'église Saint-Nicolas a été construite dans l'un des locaux,,.
En 1759, le bâtiment fut transféré au Corps des cadets (c'est-à-dire qu'il faisait partie de la cour des écuries de la noblesse terrestre, depuis 1800 le 1er corps de cadets), et en 1761 il fut enfin achevé. L'aile centrale était utilisée pour loger les enseignants, dans la maison de Soloviev il y avait une Banque de Prêts Noble, des écuries étaient situées dans les bâtiments de la cour et en 1794 la Maison Stable fut louée à John Gray, qui y installa le Café Anglais.
En 1840-1849, le bâtiment principal et les écuries ont été reconstruits, en même temps de nouveaux sols furent posés et une entrée fut créée à partir du quai. En 1865-1867, pendant l'épidémie de choléra, le bâtiment abritait le service de l'hôpital municipal, et il y avait une buanderie dans la dépendance en pierre d'un étage de la cour.

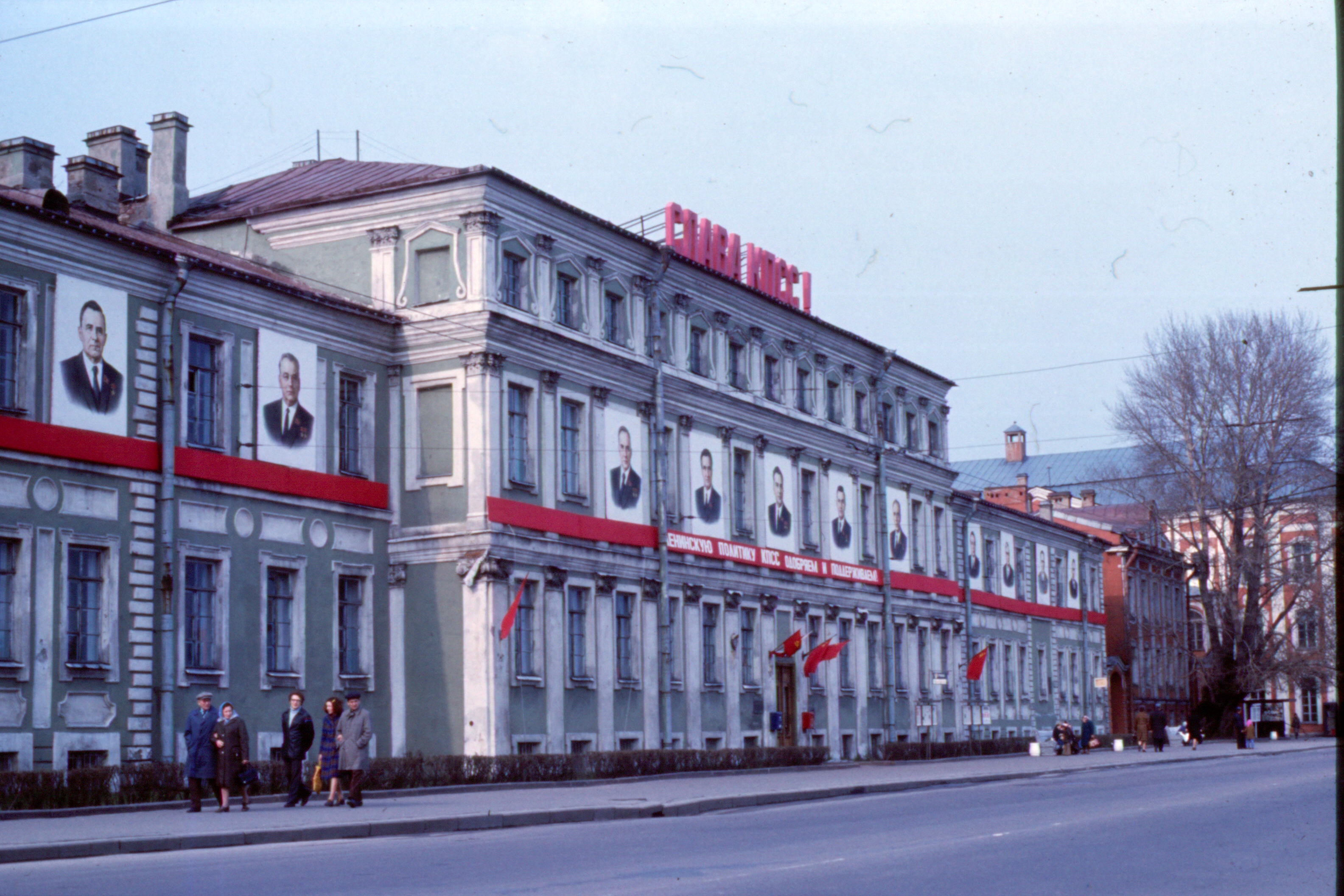
1er mai 1977

En 1867, l'Institut impérial historique et philologique a été inauguré, pour lequel le bâtiment a été à nouveau reconstruit ; une partie du terrain, avec les écuries, a été vendue pour permettre l'agrandissement de l'Institut ; les écuries ont été démolies et des bains publics et un gymnase ont été construits à leur place. En 1918, l'institut devient un institut pédagogique, l'école continue de fonctionner, jusqu'en 1946 comme école secondaire pour hommes, puis déplacée ; en 1921, l'institut fut fermé. L'édifice abritait la Société scientifique des marxistes, puis l'Institut de recherche géographique et économique et, en 1930-1937, l'Institut de littérature et d'histoire de Léningrad, sur la base duquel la faculté de philologie de l'Université d'État de Léningrad a été créée. Depuis 1944, la faculté orientale de l'Université de Saint-Pétersbourg est également logée dans l'édifice. En 1998, l'intérieur a été restauré et une des ailes de la cour a été démolie.

## Description
La façade principale le long du quai est à trois étages, les ailes ont deux étages. La conception de la façade est similaire à la décoration du palais Menchikov, selon le plan de Trezzini, le palais a également repris sa disposition, fermé avec une cour. Après de nombreuses reconstructions, la décoration intérieure d'origine a été perdue. Les escaliers sont en pierre, auparavant ils étaient en bois.
Depuis le 21 octobre 2002, le Parc de Sculpture Contemporaine est inauguré dans la cour du bâtiment.